# Дієприслівник
Дієприслі́вник — невідмінювана форма дієслова, яка, пояснюючи присудок, називає додаткову дію. Дієприслівник відповідає на питання що роблячи? що зробивши? Наприклад: мірку́ючи, пи́шучи, чита́ючи, міркува́вши, писа́вши, чита́вши, ставивши.
Дієприслівник поєднує в собі деякі граматичні ознаки як дієслова, так і прислівника, що відбито й в назві: дієприслівник буквально означає прислівник, що діє, перебуває в дії. Із дієслівних рис йому властиві такі: категорія виду (доконаний — зупинившись, схилившись; недоконаний — говорячи, знаючи), категорія часу (теперішній — знаходячи, виступаючи; минулий — притаївшись, пройшовши). Дієприслівник, як і дієслово, може мати залежні слова. Як і прислівник, дієприслівник не відмінюється (серед дієслівних форм, не відмінюється, зокрема, інфінітив), а також у реченні виконує роль обставини.

## Походження
Дієприслівник є порівняно «молодою» частиною мови. За походженням дієприслівники теперішнього і минулого часу являють собою колишні короткі форми активних дієприкметників (д.-рус. несучи, носѧчи, несъши), що втратили рід і здатність відмінюватися, «застигнувши» у формі називного відмінка жіночого роду множини. Вони більше не узгоджуються з іменником, а тільки виражають обставину способу дії.

## Значення
Дієприслівник у реченні називає додаткову (другорядну) дію, яка слугує для пояснення головної. Наприклад, «Співають ідучи дівчата» (Тарас Шевченко). У цьому реченні основну дію виражає присудок, виражений особовою формою дієслова співають, а другорядну називає дієприслівник ідучи. Дівчата не просто співають, а співають як (ідучи). Таким чином, у реченні дієприслівник виконує роль обставини способу дії.

### Помилки у вживанні дієприслівника
Головна дія, виражена присудком, і додаткова, виражена дієприслівником, мають стосуватися лише одного підмета, а не різних. Наприклад: «Ідучи по вулиці, дівчина співала пісню». У цьому реченні основну дію (співала) і додаткову (ідучи) виконує дівчина (граматично — підмет). Тому таке речення є правильним. Натомість у реченні «Ідучи по вулиці, з дівчини злетів капелюх» дієприслівник ужито неправильно, тому що додаткова і основна дії належать різним суб'єктам (виконавцям): додаткова дія стосується дівчини (додатка), а основна капелюха (підмета). Якщо розуміти це речення буквально, то, виходить нонсенс: капелюх ішов і впав. Таким чином, у реченні дієприслівник недоречний. Речення слід відредагувати так: «Коли дівчина йшла по вулиці, з неї злетів капелюх».

## Вид і час дієприслівників
Як усі форми дієслова, дієприслівник має категорію виду: доконаний і недоконаний.
- Дієприслівники доконаного виду минулого часу виражають додаткову дію, що відбулася перед основною або одночасно з нею (відповідає на питання що зробивши?). Скажімо, Закінчивши лекцію, викладач пішов на перерву (викладач спочатку закінчив читати лекцію, а вже потім вийшов на перерву).
- Дієприслівники недоконаного виду теперішнього часу називають додаткову дію, що відбувається одночасно з основною (відповідає на питання що роблячи?): Сніг іде і, сяйво розсіваючи бліде, зволожує афіші і обличчя (Ірина Жиленко). Сніг одночасно йде та розсіває бліде сяйво.
- Дієприслівники недоконаного виду минулого часу виражають додаткову дію, що відбувалася в минулому одночасно з основною (відповідає на питання що робивши?): Слухавши вірші про кохання, він завжди згадував її (він одночасно слухав і згадував).

## Дієприслівниковий зворот
Дієприслівник разом із залежними словами утворює дієприслівниковий зворот, який у реченні виступає в ролі поширеної обставини. На письмі дієприслівниковий зворот найчастіше відокремлюють комами: 1) якщо дієприслівниковий зворот стоїть на початку речення, то кому ставлять після нього: Не дочекавшись обіду, (!) хлопчик з дівчатками зібрались додому (Борис Харчук); 2) якщо дієприслівниковий зворот стоїть в середині речення, то його відокремлюють з обох боків: Мешканці, (!) виставивши голови з віконечок, (!) ведуть розмови (Володимир Винниченко); 3) якщо дієприслівниковий зворот стоїть в кінці речення, то кому ставлять перед ним: Уважно слухали селяни, (!) занімівши в різних позах (Андрій Головко).
Не відокремлюють комами дієприслівниковий зворот, якщо в реченні він є фразеологізмом і стоїть безпосередньо після присудка: Він біг не чуючи ніг; Олена працювала не покладаючи рук.
Крім того, зазвичай відокремлюють не лише дієприслівниковий зворот, а й одиничний дієприслівник. Наприклад, Повечерявши, полягали спати (Панас Мирний).
Утім, якщо одиничний дієприслівник безпосередньо стоїть після присудка та відповідає на запитання як?, то його не відокремлюють. Наприклад, СпіваютьПрисудок ідучиОдиничний дієприслівник дівчата (Тарас Шевченко); Вона сиділаПрисудок замислившисьОдиничний дієприслівник (Юрій Яновський).

## Морфологічний розбір дієприслівника
Морфологічний розбір дієприслівника, як правило, виконують у такій послідовності:
1. Слово для розбору.
2. Назва частини мови, її форма.
3. Вид (доконаний чи недоконаний).
4. Час (теперішній і минулий).
5. Синтаксична роль.

### Зразок розбору
Не піймавши на крадіжці, не кажи, що злодій (Народна мудрість).
1. (Не) піймавши.
2. Дієприслівник.
3. Доконаний вид.
4. Минулий.
5. Обставина.